# Sävasjön
Sävasjön este o arie protejată (arie specială de conservare — SAC, sit de importanță comunitară — SCI) din Suedia întinsă pe o suprafață de 41,5 ha, integral pe uscat.

## Localizare
Centrul sitului Sävasjön este situat la coordonatele 60°33′49″N 17°18′26″E / 60.5636°N 17.3073°E.

## Înființare
Situl Sävasjön a fost declarat sit de importanță comunitară în ianuarie 1997 pentru a proteja 2 specii de plante și 2 specii de animale. Situl a fost protejat și ca arie specială de conservare în martie 2011.

## Biodiversitate
Situată în ecoregiunea boreală, aria protejată conține 7 habitate naturale: Mlaștini turboase de tranziție și turbării mișcătoare, Păduri caducifoliate de mlaștină fino-scandinave, Păduri fino-scandinave bogate în ierburi cu Picea abies, Mlaștini calcaroase cu Cladium mariscus și specii de Caricion davallianae, Ape puternic oligomezotrofe cu vegetație bentonică cu Chara spp., Taiga vestică, Mlaștini alcaline.
La baza desemnării sitului se află mai multe specii protejate:
- plante (2): papucul doamnei (Cypripedium calceolus), moșișoare (Liparis loeselii)
- amfibieni (1): triton cu creastă (Triturus cristatus)
- nevertebrate (1): Dytiscus latissimus